# Montperreux
Montperreux est une commune française située dans le département du Doubs, en Franche-Comté, dans la région administrative Bourgogne-Franche-Comté.
Située sur les bords du lac de Saint-Point, elle est composée des villages de Montperreux, Chaon, Chaudron et des deux lieux-dits de la Source Bleue et de La Grange Colin.

## Géographie
La commune est située en Franche-Comté, sur la rive droite du lac de Saint-Point et se développe jusqu'à la vallée du ruisseau de Fontaine Ronde, avec un sommet à 1112 m d'altitude.
Au sud-ouest se trouve la Source bleue, dont le ruisseau fait limite avec la commune de Malbuisson.

### Lieux-dits et écarts
La commune se compose de :
- 3 villages : Montperreux, Chaon et Chaudron,
- 2 lieux-dits : « Source Bleue » et « Grange Colin »[1].

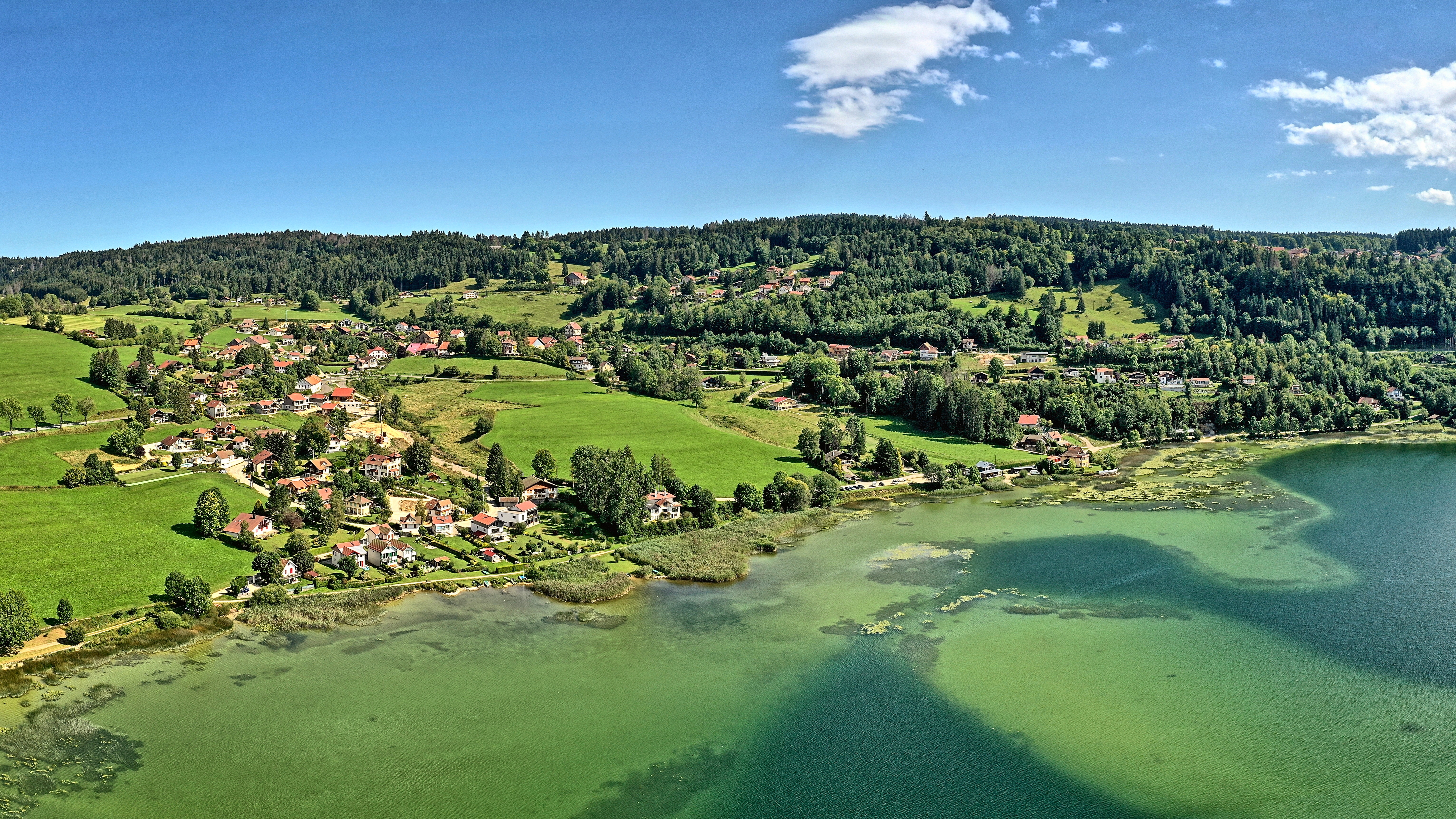
Le hameau de Chaon.

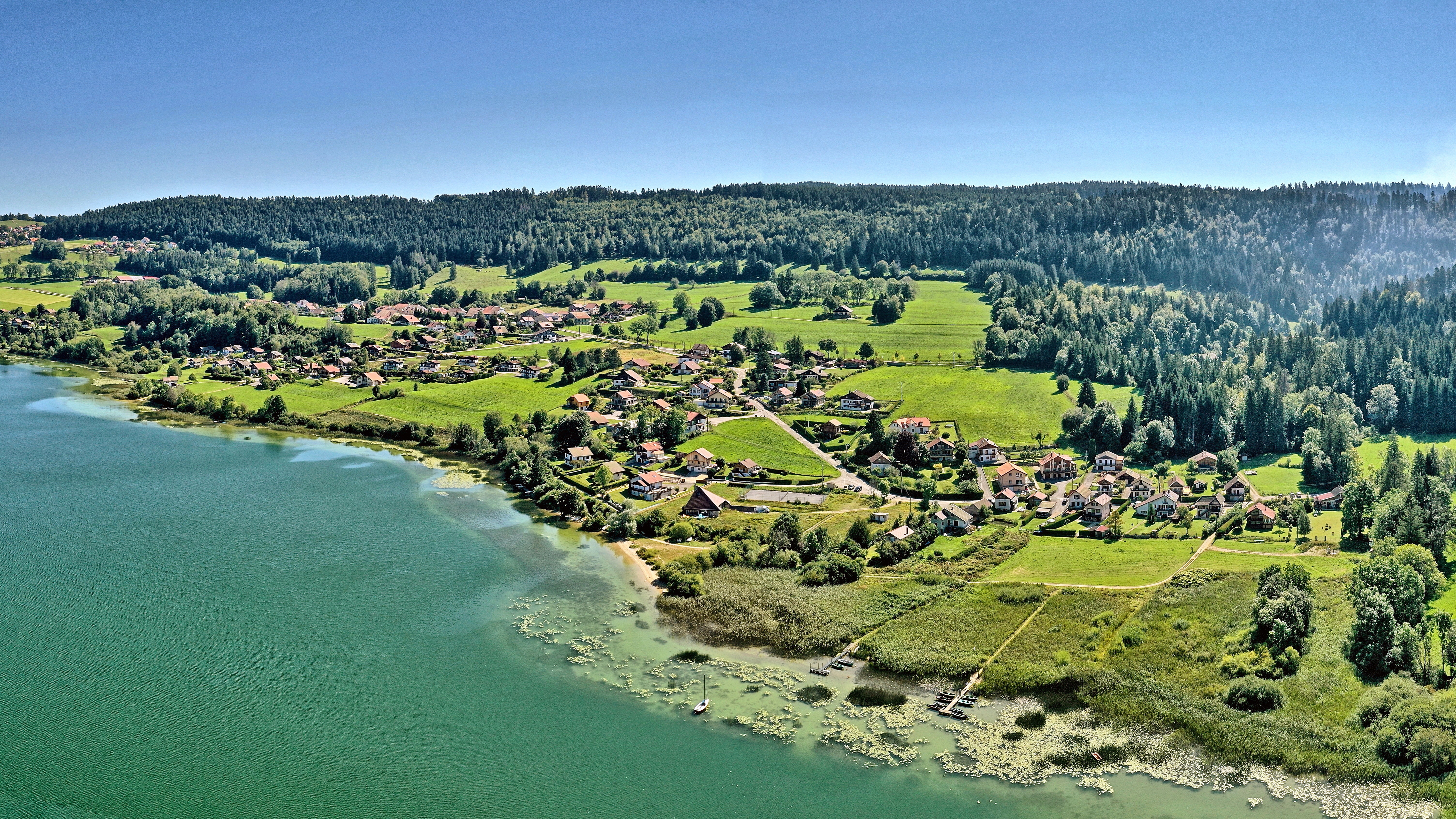
Le hameau de Chaudron.

### Toponymie
Monpeley en 1288 ; Montperreu en 1514.

### Climat
Pour des articles plus généraux, voir Climat de la Bourgogne-Franche-Comté et Climat du Doubs.
En 2010, le climat de la commune est de type climat de montagne, selon une étude du Centre national de la recherche scientifique s'appuyant sur une série de données couvrant la période 1971-2000. En 2020, Météo-France publie une typologie des climats de la France métropolitaine dans laquelle la commune est exposée à un climat de montagne ou de marges de montagne et est dans la région climatique  Jura, caractérisée par une forte pluviométrie en toutes saisons (1 000 à 1 500 mm/an), des hivers rigoureux et un ensoleillement médiocre. 
Pour la période 1971-2000, la température annuelle moyenne est de 6,4 °C, avec une amplitude thermique annuelle de 16,2 °C. Le cumul annuel moyen de précipitations est de 1 688 mm, avec 13,2 jours de précipitations en janvier et 11,3 jours en juillet. Pour la période 1991-2020, la température moyenne annuelle observée sur la station météorologique de Météo-France la plus proche, « Labergement », sur la commune de Labergement-Sainte-Marie à 7 km à vol d'oiseau, est de 8,0 °C et le cumul annuel moyen de précipitations est de 1 459,4 mm. 
La température maximale relevée sur cette station est de 36,4 °C, atteinte le 31 juillet 1983 ; la température minimale est de −33 °C, atteinte le 9 janvier 1985,,. 
Les paramètres climatiques de la commune ont été estimés pour le milieu du siècle (2041-2070) selon différents scénarios d'émission de gaz à effet de serre à partir des nouvelles projections climatiques de référence DRIAS-2020. Ils sont consultables sur un site dédié publié par Météo-France en novembre 2022.

## Urbanisme

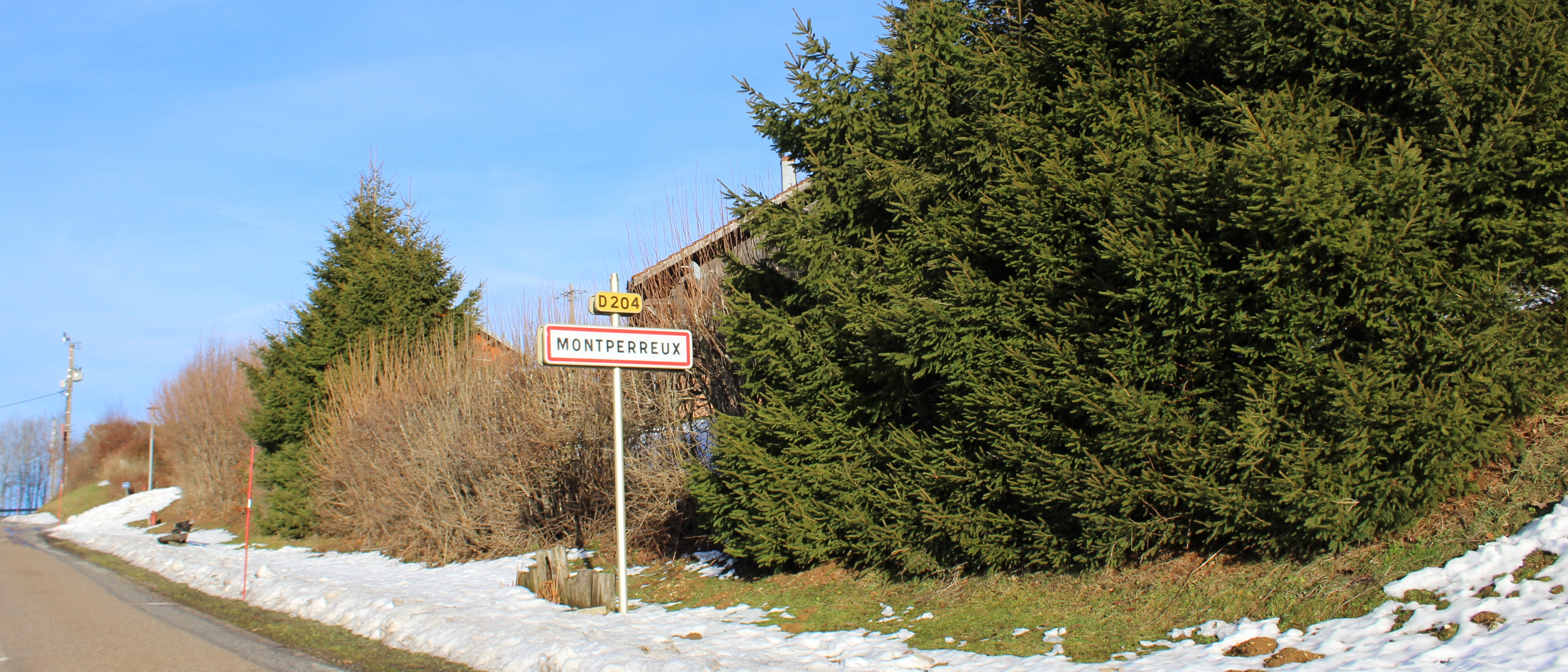
Une entrée du village.

### Typologie
Au 1er janvier 2024, Montperreux est catégorisée commune rurale à habitat dispersé, selon la nouvelle grille communale de densité à 7 niveaux définie par l'Insee en 2022.
Elle est située hors unité urbaine. Par ailleurs la commune fait partie de l'aire d'attraction de Pontarlier, dont elle est une commune de la couronne,. Cette aire, qui regroupe 54 communes, est catégorisée dans les aires de moins de 50 000 habitants,.

### Occupation des sols
L'occupation des sols de la commune, telle qu'elle ressort de la base de données européenne d’occupation biophysique des sols Corine Land Cover (CLC), est marquée par l'importance des forêts et milieux semi-naturels (58,8 % en 2018), une proportion sensiblement équivalente à celle de 1990 (59 %). La répartition détaillée en 2018 est la suivante : 
forêts (58,8 %), zones agricoles hétérogènes (24 %), eaux continentales (8,6 %), zones urbanisées (6,2 %), prairies (2,3 %). L'évolution de l’occupation des sols de la commune et de ses infrastructures peut être observée sur les différentes représentations cartographiques du territoire : la carte de Cassini (XVIIIe siècle), la carte d'état-major (1820-1866) et les cartes ou photos aériennes de l'IGN pour la période actuelle (1950 à aujourd'hui).

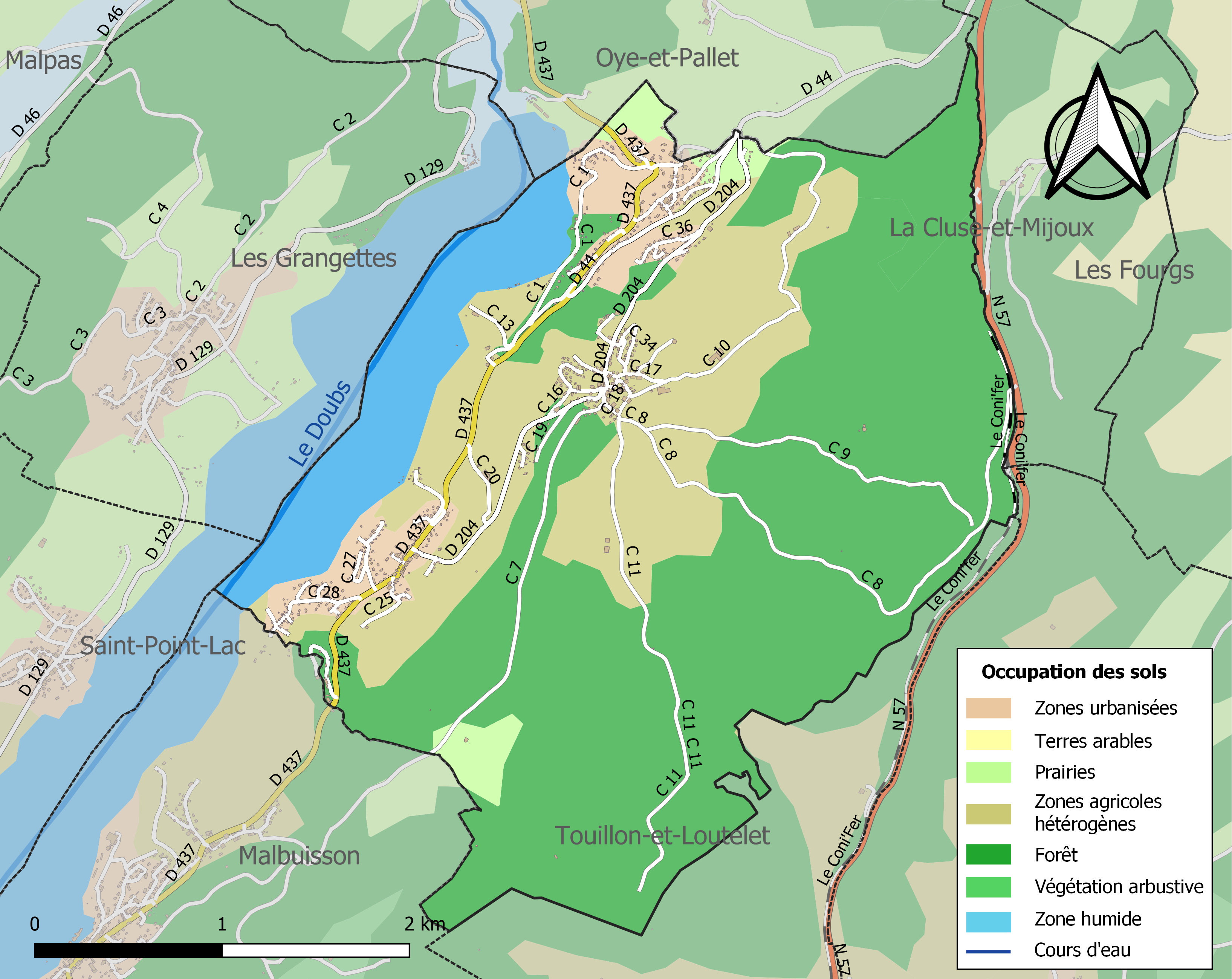
Carte des infrastructures et de l'occupation des sols de la commune en 2018 (CLC).

## Histoire
- En 1856 Montperreux absorbe avec Malbuisson l'ancien village de Chauderon[15]

## Héraldique
| Blason de Montperreux | Blason  | Tiercé en pairle abaissé : au 1er d'argent à l'église du lieu d'or posée sur un mont d'azur chargé de cinq sapins de sinople brochants, au 2e de gueules au chaudron d'or sur des flammes de sable, au 3e de sinople au brochet contourné d'argent posé en barre. |
| Blason de Montperreux | Détails | Le statut officiel du blason reste à déterminer. |

## Politique et administration
| Période                                  | Période  | Identité          | Étiquette | Qualité                    |
| ---------------------------------------- | -------- | ----------------- | --------- | -------------------------- |
| avant 1995                               | ?        | Jean-Pierre Morel |           |                            |
| mars 2001                                | 2008     | Jean-Yves Rigolot |           | Agriculteur                |
| mars 2008                                | 2014     | Jean-Paul Bonnet  |           | Infirmier                  |
| mars 2014                                | 2020     | Daniel Capelli    | SE        | Retraité de l'enseignement |
| mai 2020                                 | En cours | Jean-Luc Barnoux  | SE        |                            |
| Les données manquantes sont à compléter. |          |                   |           |                            |

## Démographie
L'évolution du nombre d'habitants est connue à travers les recensements de la population effectués dans la commune depuis 1793. Pour les communes de moins de 10 000 habitants, une enquête de recensement portant sur toute la population est réalisée tous les cinq ans, les populations de référence des années intermédiaires étant quant à elles estimées par interpolation ou extrapolation. Pour la commune, le premier recensement exhaustif entrant dans le cadre du nouveau dispositif a été réalisé en 2005.

En 2022, la commune comptait 933 habitants, en évolution de +10,15 % par rapport à 2016 (Doubs : +1,88 %, France hors Mayotte : +2,11 %).
| 1793 | 1800 | 1806 | 1821 | 1831 | 1836 | 1841 | 1846 | 1851 |
| ---- | ---- | ---- | ---- | ---- | ---- | ---- | ---- | ---- |
| 271  | 323  | 341  | 293  | 308  | 278  | 286  | 273  | 273  |

| 1856 | 1861 | 1866 | 1872 | 1876 | 1881 | 1886 | 1891 | 1896 |
| ---- | ---- | ---- | ---- | ---- | ---- | ---- | ---- | ---- |
| 293  | 455  | 428  | 391  | 404  | 369  | 403  | 403  | 404  |

| 1901 | 1906 | 1911 | 1921 | 1926 | 1931 | 1936 | 1946 | 1954 |
| ---- | ---- | ---- | ---- | ---- | ---- | ---- | ---- | ---- |
| 363  | 325  | 293  | 252  | 236  | 232  | 260  | 240  | 204  |

| 1962 | 1968 | 1975 | 1982 | 1990 | 1999 | 2005 | 2006 | 2010 |
| ---- | ---- | ---- | ---- | ---- | ---- | ---- | ---- | ---- |
| 192  | 201  | 215  | 251  | 422  | 605  | 741  | 747  | 771  |

| 2015 | 2020 | 2022 | - | - | - | - | - | - |
| ---- | ---- | ---- | - | - | - | - | - | - |
| 837  | 929  | 933  | - | - | - | - | - | - |

## Lieux et monuments
- L'église Sainte-Madeleine.

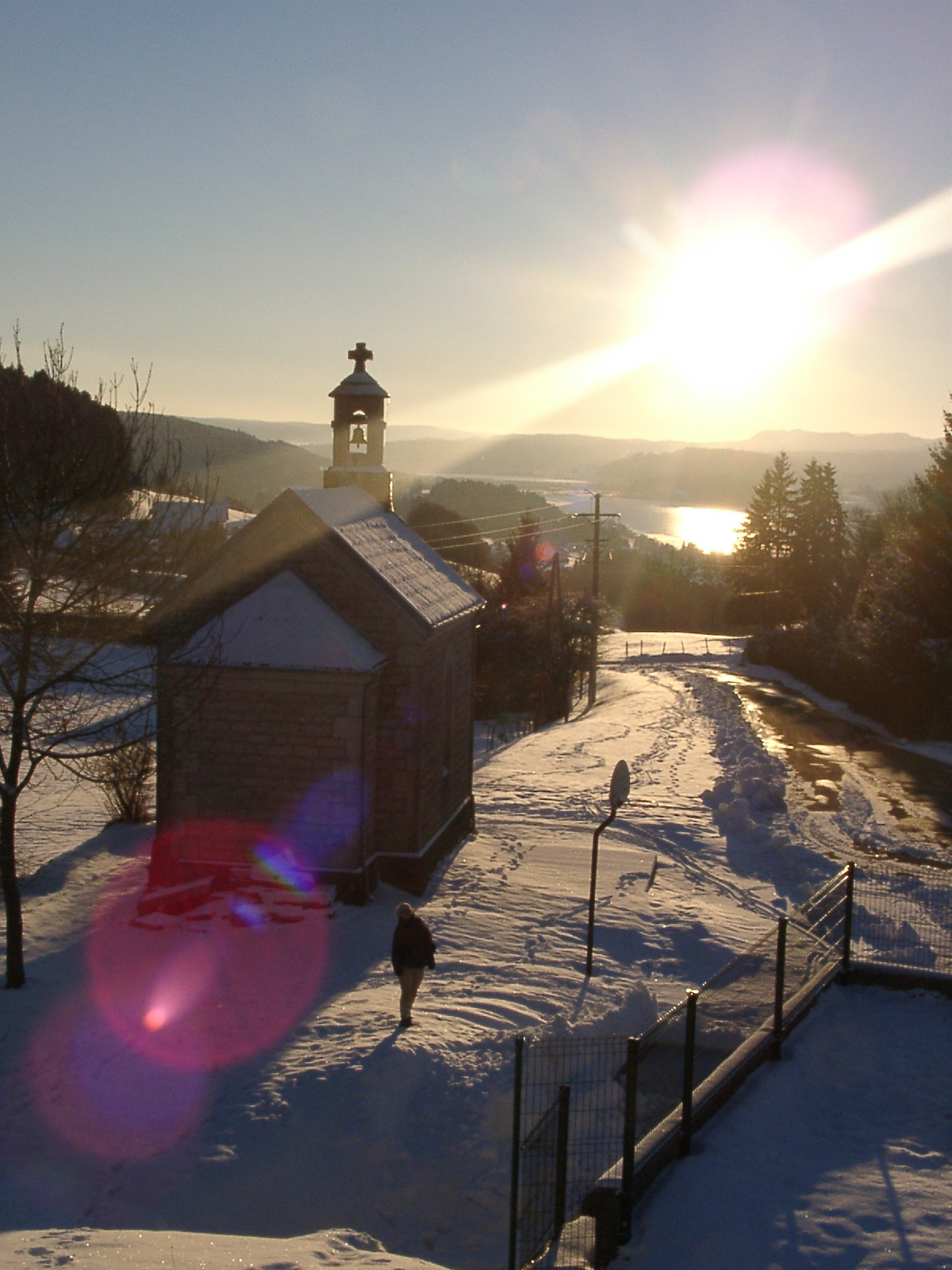
Vue du lac de Saint-Point depuis le belvédère de Montperreux.

- La chapelle Notre-Dame de Lourdes, également appelée « chapelle de la vue du lac »[22], située sur les hauteurs du bourg, au lieu-dit « le Pierreux », construite en 1889 à la suite du vœu fait à la Vierge Marie si elle protégeait les habitants de la commune de la guerre de 1870.
- Le monument aux morts, situé dans le cimetière, à côté de l'église.
- La Source bleue, exsurgence à la frontière avec Malbuisson, à l'origine d'un ruisseau qui a alimenté un important moulin désormais en ruine. Cette source a inspiré un tableau à Gustave Courbet[23].

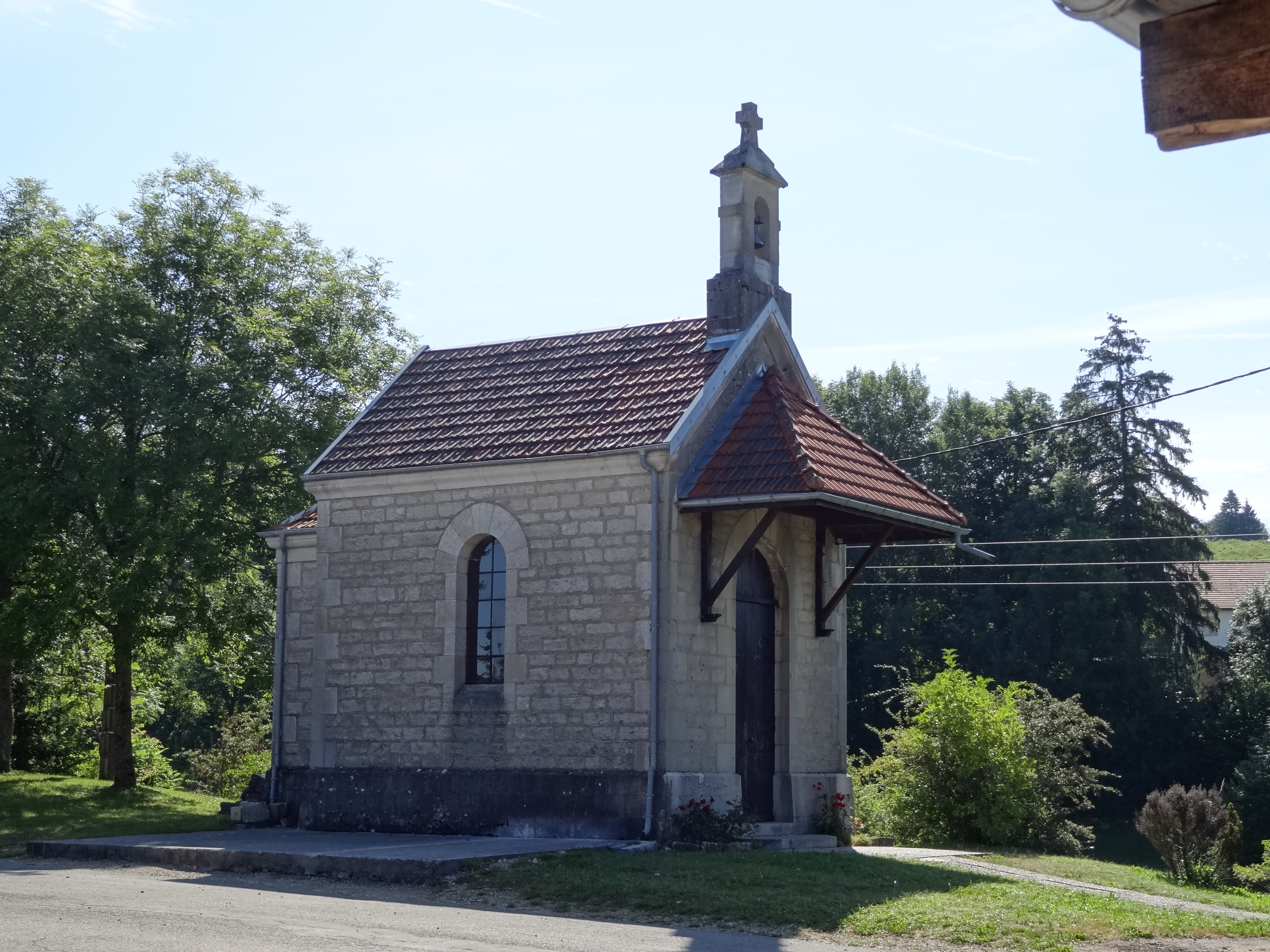
Chapelle Notre-Dame de Lourdes.
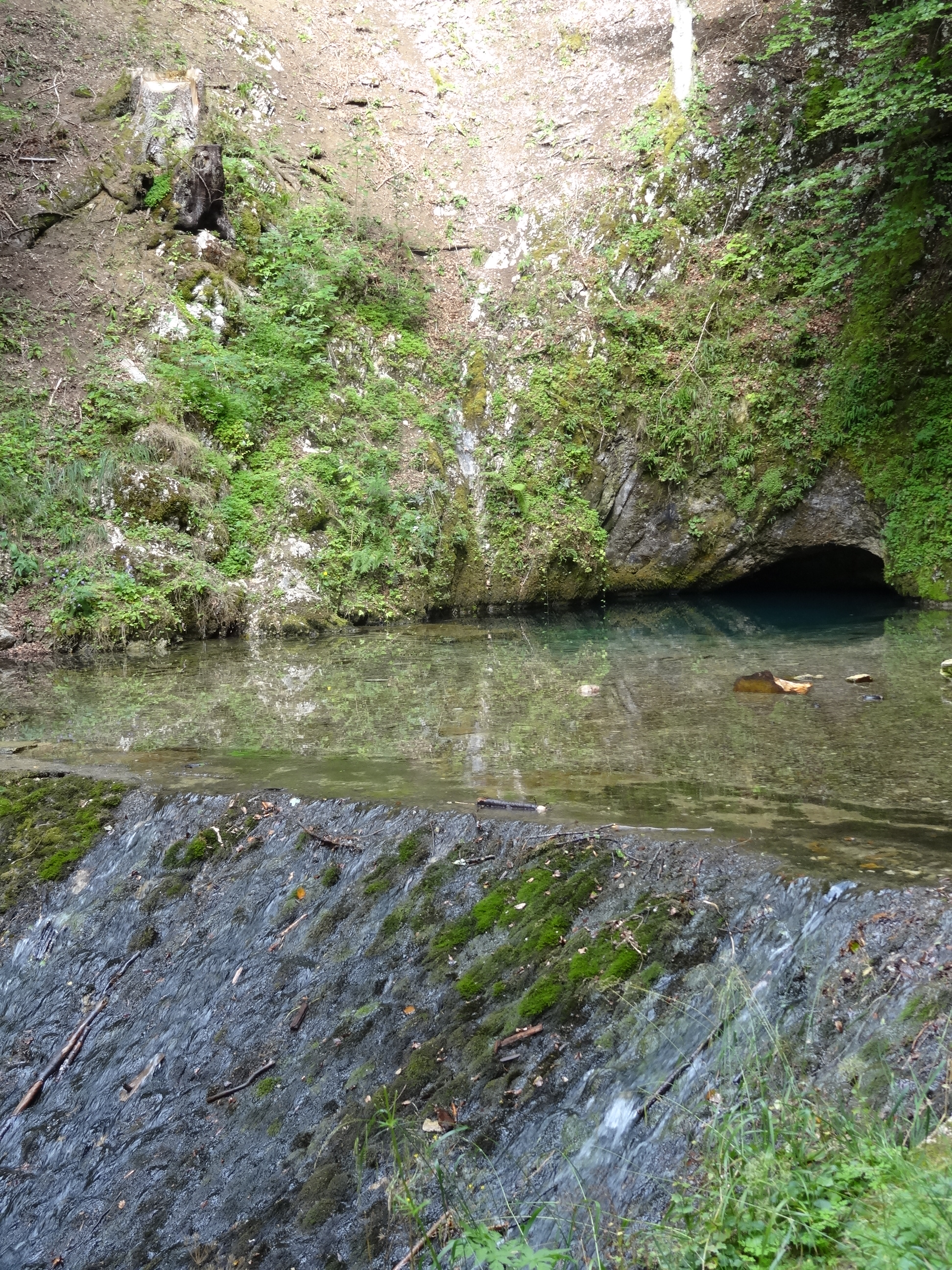
La Source bleue.
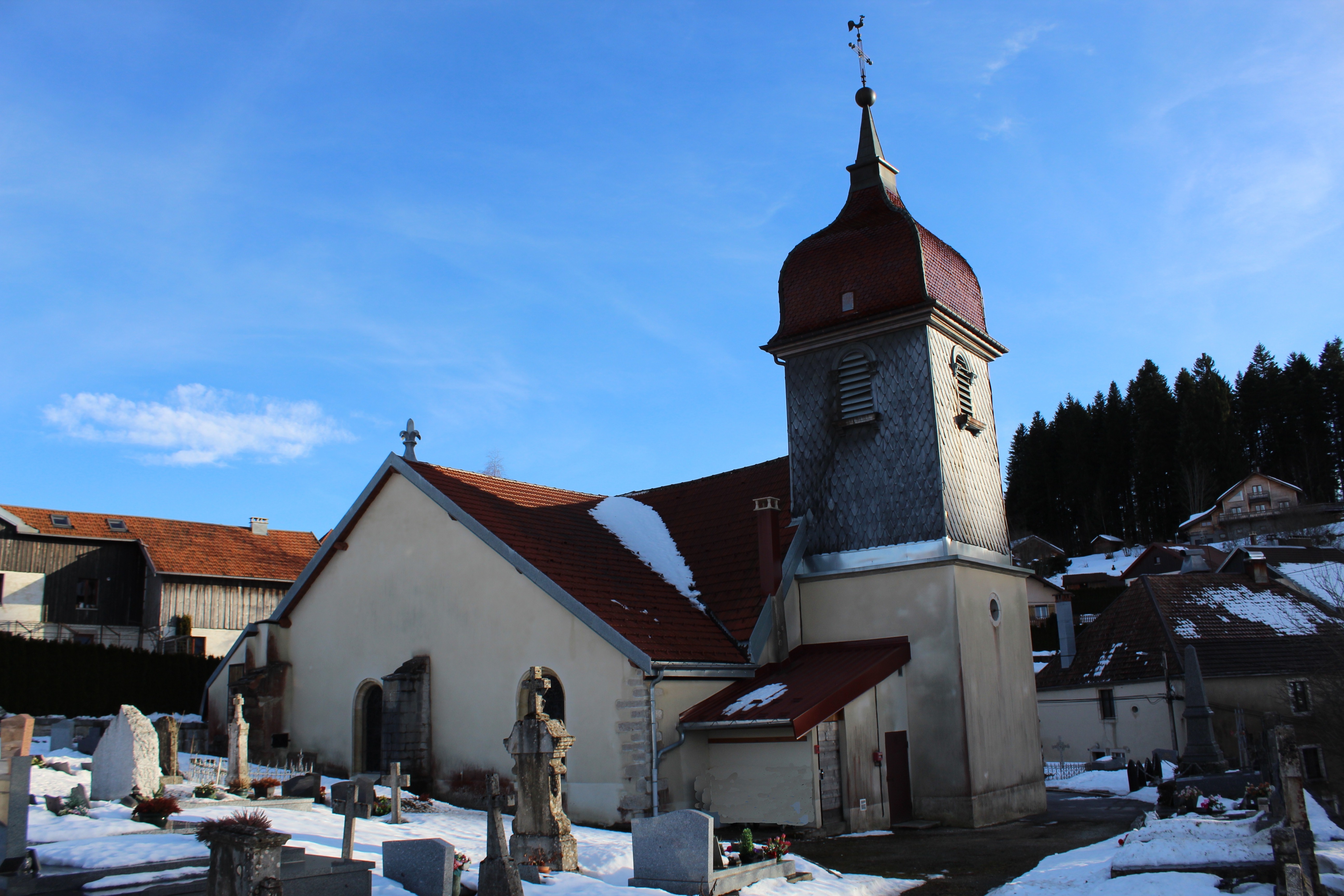
L'église Sainte-Madeleine.

## Culture
Chaque année, depuis 2009, se tient en juillet le Festival lyrique de Montperreux. Les concerts ont lieu principalement dans l’église du village, et en clôture 
dans la salle polyvalente de Labergement-Sainte-Marie. Les séances de master classe données au foyer sont publiques.

## Personnalités liées à la commune
- François-Isidore Gagelin